# Mirosternus lanaiensis
Mirosternus lanaiensis là một loài bọ cánh cứng thuộc họ Ptinidae.